# Tamara Sivakova
Tamara Sivakova –en bielorruso, Тамара Сівакова– (16 de agosto de 1965) es una deportista bielorrusa que compitió en atletismo adaptado. Ganó ocho medallas en los Juegos Paralímpicos de Verano entre los años 1992 y 2008.

## Palmarés internacional
| Representando al Equipo Unificado |                          |                   |              |
| Juegos Paralímpicos               |                          |                   |              |
| Año                               | Lugar                    | Medalla           | Prueba       |
| 1992                              | Barcelona (España)       | Medalla de oro    | Disco B3     |
| Representando a Bielorrusia       |                          |                   |              |
| Juegos Paralímpicos               |                          |                   |              |
| Año                               | Lugar                    | Medalla           | Prueba       |
| 1996                              | Atlanta (Estados Unidos) | Medalla de oro    | Peso F12     |
| 1996                              | Atlanta (Estados Unidos) | Medalla de bronce | Disco F12    |
| 2000                              | Sídney (Australia)       | Medalla de plata  | Disco F13    |
| 2004                              | Atenas (Grecia)          | Medalla de plata  | Peso F12     |
| 2004                              | Atenas (Grecia)          | Medalla de oro    | Disco F13    |
| 2008                              | Pekín (China)            | Medalla de oro    | Disco F12/13 |
| 2008                              | Pekín (China)            | Medalla de plata  | Peso F12/13  |